# Acer iranicum
Acer iranicum — вид квіткових рослин з родини сапендових. Ендемік Ірану.
Acer iranicum спорадично зустрічається на висоті від 950 до 1150 м над рівнем моря на північних схилах, у напівглибоких і глибоких коричневих ґрунтах, включаючи вапняні, кислі, підзолисті та непідзолисті ґрунти. Супутні види включають Fagus orientalis, Carpinus betulus і Quercus macranthera. Цвіте з березня по квітень, плоди дозрівають у вересні.